# Foresta di Marly
La foresta di Marly, o fino al XVIII secolo foresta di Cruye, è una foresta demaniale di 2.000 ettari situata nello Yvelines a 15 kilometri ad ovest di Parigi, tra Saint-Germain-en-Laye e Versailles. La sua estensione in lunghezza è di 12 chilometri da est a ovest ed è compresa nei comuni di Louveciennes, Marly-le-Roi, Saint-Nom-la-Bretèche, Feucherolles. Essa era un antico dominio di caccia del Re di Francia e successivamente del Presidente della Repubblica francese. Dal 1935 è attraversata in tutta la sua lunghezza dall'autostrada francese A13.